# Philippe Fostier
Philippe Fostier (26 januari 1987) is een Belgisch voormalig voetballer.
Fostier genoot zijn jeugdopleiding bij RES Witry-Menufontaine, RLC Bastogne en RE Virton. Hij was in 2006-07 aanvoerder van de U19 ploeg van RE Virton die in datzelfde jaar kampioen speelde in hun reeks. In 2007 vertrok hij naar Antwerp FC. Na twee jaar keerde hij terug naar z'n ex-club.
Hij eindigde zijn professionele spelerscarrière in de lagere regionen bij ES Châtillon in 2023.

## Statistieken
| Club        | Seizoen    | Totaal aantal wedstrijden | Competitie- wedstrijden | Doelpunten |   |   |
| ----------- | ---------- | ------------------------- | ----------------------- | ---------- | - | - |
| Antwerp FC  | 2007-08    | 1                         | 0                       | 0          | 0 | 0 |
| Antwerp FC  | 2008-09    | 4                         | 0                       | 0          | 0 | 0 |
| Antwerp FC  | Totaal     | 5                         | 0                       | 0          | 0 | 0 |
| Bijgewerkt: | 30-07-2009 | 30-07-2009                |                         |            |   |   |